# El sueño de la inyección de Irma

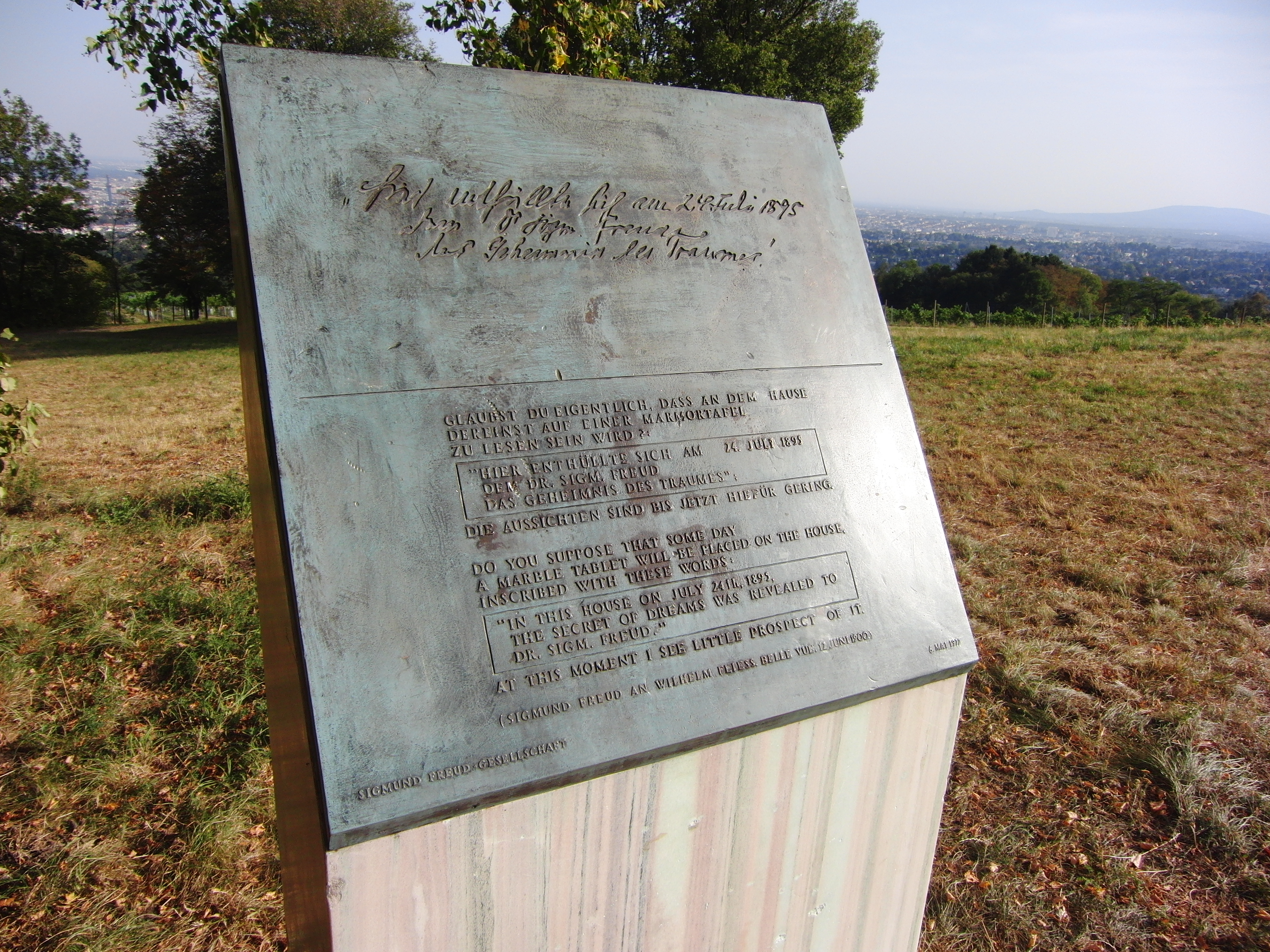
Inscripción de Sigmund Freud en Cobenzl, Viena. Relató Freud que las ideas que le llevarían a escribir La interpretación de los sueños le vinieron a la cabeza por primera vez en el café restaurante Cobenzl, situado en una ladera de viñedos del suburbio vienés de Grinzing. Aunque donde dio forma a la teoría fue en el hotel Belle Vue, cercano al Cobenzl y con vistas a Viena, donde él y su esposa pasaron unas semanas en el verano de 1895.

"La inyección de Irma" es el nombre que recibe el sueño que Sigmund Freud soñó la noche del 23 al 24 de julio de 1895, y que posteriormente analizó para llegar a su teoría de que los sueños son cumplimientos de deseos. Describió sus ideas sobre la teoría de los sueños y proporcionó su análisis del sueño, junto con otros sueños de estudios de casos, en su obra La interpretación de los sueños.
Freud señaló más tarde que "la inyección de Irma" fue el primer sueño al que dedicó un meticuloso nivel de interpretación. Aunque pasó mucho tiempo analizándolo, confesó que su interpretación tenía lagunas y no desvelaba por completo el significado de su sueño.

## El sueño
Freud había estado tratando a una paciente, a la que llamó Irma, durante el verano de 1895. En un momento propuso una solución de tratamiento particular que Irma no estaba dispuesta a aceptar. El tratamiento de Irma fue parcialmente exitoso, pero terminó antes de completarse. Después de un tiempo, Freud visitó a un colega que conocía a Irma y le preguntó sobre su condición. Freud fue informado de que Irma estaba “mejor, pero no del todo bien”. Esa noche, Freud soñó el sueño que ahora se conoce como "La inyección de Irma". Lo describió de la siguiente manera:

Un gran vestíbulo —muchos invitados, a quienes nosotros recibimos. — Entre ellos Irma, a quien enseguida llevo aparte como para responder a su carta, y para reprocharle que todavía no acepte la «solución». Le digo: «Si todavía tienes dolores, es realmente por tu exclusiva culpa». — Ella responde: «Si supieses los dolores que tengo ahora en el cuello, el estómago y el vientre; me siento oprimida». — Yo me aterro y la miro. Ella se ve pálida y abotagada; pienso que después de todo he descuidado sin duda algo orgánico. La llevo hasta la ventana y reviso el interior de su garganta. Se muestra un poco renuente, como las mujeres que llevan dentadura postiza. Pienso entre mí que en modo alguno tiene necesidad de ello. — Después la boca se abre bien, y hallo a la derecha una gran mancha blanca, y en otras partes veo extrañas formaciones rugosas, que manifiestamente están modeladas como los cornetes nasales, extensas escaras blanco-grisáceas. — Aprisa llamo al doctor M., quien repite el examen y lo confirma... El doctor M. se ve enteramente distinto que de ordinario; está muy pálido, cojea, está sin barba en el mentón... Ahora también está de pie junto a ella mi amigo Otto, y mi amigo Leopold la percute a través del corsé y dice: «Tiene una matidez abajo a la izquierda», y también señala una parte de la piel infiltrada en el hombro izquierdo (lo que yo siento como él, a pesar del vestido)... M. dice: «No hay duda, es una infección, pero no es nada; sobrevendrá todavía una disentería y se eliminará el veneno»... Inmediatamente nosotros sabemos de dónde viene la infección. No hace mucho mi amigo Otto, en una ocasión en que ella se sentía mal, le dio una inyección con un preparado de propilo, propileno... ácido propiónico... trimetilamina (cuya fórmula veo ante mí escrita con caracteres gruesos)... No se dan esas inyecciones tan a la ligera... Es probable también que la jeringa no estuviera limpia.